# 白穗花
白穗花（学名：Speirantha gardenii）为百合科白穗花属下的一个种。